# フィリップ・スタンホープ (第3代チェスターフィールド伯爵)
第3代チェスターフィールド伯爵フィリップ・スタンポープ（英語: Philip Stanhope, 3rd Earl of Chesterfield、1673年2月3日 – 1726年1月27日）は、グレートブリテン王国の貴族。
長男フィリップはのちアイルランド総督や北部担当国務大臣を務めた。

## 生涯
第2代チェスターフィールド伯爵フィリップ・スタンポープと3人目の妻エリザベス（旧姓ドーマー（Dormer）、1677年没、第2代カーナーヴォン伯爵チャールズ・ドーマーの娘）の長男として、1673年2月3日に生まれ、17日にセント・ジャイルズ＝イン＝ザ＝フィールズで洗礼を受けた。洗礼式ではカーナーヴォン伯爵、第6代オソリー伯爵トマス・バトラー、エセックス伯爵夫人エリザベス・カペルが名づけ親を務めた。
1692年2月24日、エリザベス・サヴィル（1708年没、初代ハリファックス侯爵ジョージ・サヴィルの娘）と結婚、4男2女をもうけた。
- フィリップ・ドーマー（1694年9月22日 – 1773年3月24日） - 第4代チェスターフィールド伯爵[1]
- ウィリアム（英語版）（1702年7月20日 – 1772年5月7日） - 庶民院議員。1721年4月27日、スザンナ・ラッジ（Susanna Rudge、1740年10月7日没、ジョン・ラッジ（英語版）の娘）と結婚、子供あり。1745年5月29日、エリザベス・クローリー（Elizabeth Crowley、1746年2月25日没、サー・アンブローズ・クローリー（英語版）の娘）と再婚、子供なし。1759年10月6日、アン・ハッシー・デラヴァル（Anne Hussey Delaval、1812年2月23日没、フランシス・ブレイク・デラヴァルの娘）と再婚、子供なし[3][4]
- ジョン（英語版）（1705年1月5日 – 1748年12月4日） - 庶民院議員、生涯未婚[5]
- チャールズ（1708年9月6日 – 1736年2月20日） - 庶民院議員、生涯未婚[6]
- ガートルード（1775年4月12日没） - 1724年4月、第5代準男爵サー・チャールズ・ホタム（英語版）と結婚、子供あり[3][7]
- エリザベス（1775年没） - サミュエル・ヒル（Samuel Hill）と結婚[3]

1714年1月28日に父が死去すると、チェスターフィールド伯爵位を継承した。政治ではホイッグ党に属した。
1726年2月9日にダービーシャーのブレットビーで死去、15日にシェルフォード（Shelford）で埋葬された。長男フィリップ・ドーマーが爵位を継承した。